# Республіканська клінічна лікарня
Республіканська клінічна лікарня — недобудований медичний комплекс у Києві на півночі масиву Вигурівщина-Троєщина, розрахований на 1000 ліжок з консультативною поліклінікою на 1200 відвідувань. Відомий серед киян, як "Опіковий центр".

## Історія будівництва

### Початок будівництва
Будівництво Республіканської клінічної лікарні на березі затоки Доманя (річка Десенка) на околиці житлового масиву Троєщина розпочалося після аварії на Чорнобильській АЕС. Планувалося звести на ділянці 21 гектарів медичний центр на 1200 ліжко-місць, з вертолітними майданчиками та під’їзною інфраструктурою.
У 1990 році  було розпочато будівництво закладу за державний кошт, де передбачався опіковий центр на 160 ліжок, хірургічний корпус на 400 ліжок з операційним блоком, терапевтичний корпус на 440 ліжок, діагностичний центр та консультативна поліклініка.
На початку 1990 років установу хотіли перепрофілювати до інфекційної лікарні на 550 місць та медико-консультативний центр.

### Будівництво ВАТ "Діалір"
16 серпня 1995 року між ВАТ «Укргазпром» і ВАТ «Науково-дослідне медичне об'єднання «Діалір»(засноване 12.06.1994  (розмір корпоративних прав держави станом на 2021 рік - 95,6%) було заключено договір № 46 про будівництво лікарняного комплексу в Києві.
13 жовтня 1995 року між "Діалір” та Київською міською радою був укладений договір на право тимчасового користування землею на умовах оренди земельною ділянкою 21,36 гектара для інженерної підготовки території та будівництва Республіканської клінічної лікарні.
У відповідності з договором, в період 1995-1998 років АТ "Укргазпром" профінансувало  "Діалір" на 228,91 млн. гривень. Ця сума залученості була передана по передаточному балансу (по стану на 1 січня 1999 року) від АТ "Укргазпром" НАК "Нафтогаз України". . Було збудовано близько 80% запроєктованих об’єктів загальною площею 300 602,1 кв м, однак до фінальної здачі їх в експлуатацію не дійшло — через нестачу коштів. 
Від 1996 року завідувачем сектору у відділі капітального будівництва медичного об’єднання «Діалір» працював колишній політвʼязень Михайло Бунь .
У 1998 році фінансування проекту було призупинено без його консервації.  

### Плани на відновлення будівництва коштом КМДА
Наприкінці 2004 року КМДА видала розпорядження про продовження будівництва на цьому місці першої черги Республіканської лікарні загального профілю, розрахованої на мінімум 1000 ліжок. На території лікарні планувалося розмістити і консультативну поліклініку, здатну ухвалити до 1000 відвідувачів за зміну.
За первинними розрахунками витрати на будівництво лікарні у 2004 році мали становити 1 500 000 гривень, у тому числі 1 000 000 гривень із державного бюджету та 250 000 гривень із міської скарбниці. Замовником було визначено „Науково-дослідне медичне об’єднання”. Генеральним підрядником обрано “Київінвестсервіс”. У міській адміністрації розраховували здати лікарню під ключ на початку 2006 року. 
Остання спроба добудувати республіканську клінічну лікарню (опіковий центр) робилася на тлі майбутньої спортивної події Євро-2012, але також виявилася безуспішною.

### Процес банкрутства
У 2007 році стосовно ВАТ НДМО «Діалір» було порушено справа про банкрутство. Основний кредитор і інвестор ТОВ «Київспецпроєкт» захотів, щоб будівлі лікарні передали йому.
За інформацією Фонду державного майна, "Діалір" виконав будівельні роботи, однак пізніше результат роботи був присвоєний "кредитором" шляхом створення спірного акту виконаних робіт за ціною, що майже в 10 разів вища, аніж реальна вартість вказаних послуг. Такі дії призвели до можливості вступу до справи про банкрутство "Діалір" як конкурсного кредитора із вимогами у розмірі майже 30 млн гривень. Врешті, збудовані на 80% об'єкти відчужили інвесторам шляхом обміну на кредиторські вимоги під час реалізації плану санації за ціною будівельних матеріалів і без урахування земельної компоненти — за 50 млн гривень, тоді як вартість активів з урахуванням самої лише земельної компоненти становить від 300 до 700 млн гривень. 
У 2008 році Господарський суд м. Києва визначив борг ВАТ НДМО «Діалір» в розмірі 47,6 млн грн. За 13 років він виріс до 55 млн грн. З них у червні 2021 році інвестори ТОВ «Хатмент», ТОВ «Капітал-Інвест-Ресурс» та ТОВ «Транспортна компанія «Мортранссервіс» оплатили 54 млн грн, а інша частина боргу була списана податковою Деснянського району міста Києва.
Всі три компанії ТОВ «Капітал-Інвест-Ресурс», ТОВ «Хатмент», ТОВ «Транспортна компанія «Мортранссервіс» належать ТОВ "ФІНАНСОВА КОМПАНІЯ "ПРАЙМ-ФІНАНС". Останні, за даними YouControl, належить до групи родини Крючкових. Власниками ТОВ «ФК «Прайм-Фінанс» є Антоніна Сліпченко (90%) і АТ «ЗНВКІФ «Прайм-Фінанс» (10%). Антоніна Сліпченко у 2006-2007 рр, за даними Наших Грошей, була помічницею тодішнього народного депутата Дмитра Крючкова, що є обвинуваченим по справі НАБУ щодо розкрадань на «Запоріжжіобленерго» на 346 млн грн.
Його брат, Леонід Крючков, був помічником нардепа-забудовника від ОПЗЖ Вадима Столара у 2010-2012 рр, у 2019 році сам балотувався до парламенту за списками ОПЗЖ. За даними ЗМІ, Антоніна Сліпченко була дружиною Леоніда Крючкова.
Загальна ринкова вартість 29 незавершених і 1 завершеного об'єкту відповідно до Звіту про незалежну оцінку об`єктів станом на 29.03.2019 складає 31,324 млн. грн (1,15 млн. доларів)

## Будівля у Культурі
Недобудована лікарня не раз ставала майданчиком для зйомок. В 2015 році на місці будівництва знімали відеокліп група Brutto - «Родны край» .
В 2016 році - група Zapaska знялаа кліп на композицію «Vikna vid 4 ynyty» .